# Agathia kühni
Agathia kühni är en fjärilsart som beskrevs av W. Warren 1898. Agathia kühni ingår i släktet Agathia och familjen mätare. Inga underarter finns listade i Catalogue of Life.